# 辣妹合唱團
辣妹合唱團（英語：Spice Girls）是英国流行樂女子音樂組合，該團在1994年時開始徵選人員，直至9月才確定由艾瑪（Emma Bunton）、潔芮（Geri Halliwell）、媚儿碧（Melanie Brown）、媚兒喜（ Melanie Chisholm）和维多利亚·贝克汉姆（Victoria Beckham）等5人組成。經過2年的訓練和籌備之後，辣妹合唱團在1996年以單曲《Wannabe》在英國出道。《Wannabe》在全球37個國家登上排行榜冠軍，辣妹合唱團迅速在全球竄紅，她們的首張專輯《Spice火辣辣》在全球銷售超過2,300萬張,成了音樂史上女子團體單張專輯銷量最高紀錄。隔年發行的第二張專輯《Spiceworld 辣妹世界》全球銷量超過1,300萬張。辣妹合唱團連續3年登上英國耶誕節單曲榜冠軍，平了披头士的紀錄，她們締造出9首英國冠軍單曲。
辣妹合唱團在全球總共銷售超過9000萬張唱片,

讓她們成為有史以來唱片銷售最好的女子團體,也成了自披头士以來最成功的英倫流行。辣妹在90年代英國流行文化引人注目的行為,時代雜誌稱她們為酷不列顛尼亞（Cool Britannia）中最知名的面孔，90年代中期英國青年文化的慶典。
標榜著"girl power"女孩力量,辣妹合唱團是90年代流行文化的指標。

## 成立背景
1994年英國當紅男子偶像團體接招合唱團（Take That）正準備要拆夥，當時接招合唱團的經紀人鲍勃·赫伯特（Bob Herbert）構想打造一個全新的女子組合團體來接班。3月，鲍勃和兒子克里斯（Chris Herbert）与融资人奇克·墨菲（Chic Murphy）以“心管理”（Heart Management）的商業名稱，在《舞台》报纸上刊登了一则广告，内容是：“你是否聪明、外向、有野心，能唱能跳？”在收到数百封回复后，管理层将范围缩小到五个女孩：维多利亚·亚当斯、梅兰妮·布朗、梅兰妮·奇瑟姆、潔芮·哈利維爾和米歇尔·斯蒂芬森（Michelle Stephenson）。该组合搬到梅登黑德的一栋房子里，并取名为“Touch”。斯蒂芬森由于缺乏其他成员的动力而最终被解雇，由爱玛·邦顿取代。1994年11月，组合改名为“Spice”，说服他们的经理在伦敦牧羊叢的Nomis Studios为行业作家、制作人和A&R人员进行展示。制作人理查德·斯坦纳德（Richard Stannard）当时正在工作室与流行明星贾森·多诺万（Jason Donovan）会面，听到布朗的声音后，参加了展示会。斯坦纳德回忆道：
最重要的是，他们让我笑了。我简直不敢相信我遇到了这种情况。你不在乎他们的舞步是否一致，或某个成员是否超重或是否比其他人差。那是某种更多的东西。它让你感觉快乐，就像伟大的流行音乐。
展示会后，斯坦纳德与组合进行了交谈。他向创作伙伴马特·罗伊（Matt Rowe）汇报说，他找到了“他们梦想中的流行组合”。克里斯·赫伯特（Chris Herbert）在1995年1月为组合预订了在东伦敦Curtain Road的Strongroom与制作人的首次专业创作会议。罗伊回忆说：“我立刻就爱上了她们……她们与我之前见过的任何人都不同。”会议富有成效，斯坦纳德和罗伊与组合讨论了创作过程，并谈论了组合在录制中想做什么。在自传中，布朗回忆说，这对搭档本能地理解她们的观点，并知道如何将“五个吵闹女孩的精神融入到伟大的流行音乐中”。

### 團員簡介
辣妹成員名單於1994年開始徵選，起始之初名單經過數次更迭，直至1994年9月份方才確定下列5位組員，也是辣妹合唱團最原始的成員
- 寶貝辣妹 Baby Spice-  愛瑪·邦頓
- 嗆辣妹 Ginger Spice - 潔芮·霍納 Geri
- 猛辣妹 Scary Spice - 媚兒碧 Mel B
- 運動辣妹 Sporty Spice - 媚兒喜 Mel C
- 高貴辣妹 Posh Spice - 維多利亞碧咸 Victoria Adams Beckham

### 1996-1997首張專輯 Spice火辣辣
1996年7月8日辣妹合唱團在英國推出首支單曲〈Wannabe〉，在英國單曲榜進榜首週即佔據第3名，這支單曲最終蟬連了7週冠軍，全英銷售逾138萬張(截至2017.9.19)，全球銷售總計超過600萬張，單曲〈Wannabe〉更在全球37個國家獲得冠軍名次。辣妹合唱團的首支單曲〈Wannabe〉已經紅遍全球之後，1997年1月終於在美國發行，在美國單曲榜進榜首週穩佔第11名，四週後登上告示牌單曲榜榜首並蟬連4週，銷售為1白金，這也是辣妹合唱團唯一一首美國冠軍單曲，它在告示牌1997年年終單曲榜中名列第10名。
1996年10月14日，辣妹合唱團趁勝在英國推出第二支單曲〈Say You'll Be There〉，它直接空降英國單曲榜冠軍位置，同時蟬連了2週，成為辣妹合唱團第2支英國冠軍單曲。而這支單曲在1997年5月首週進入美國單曲榜空降第5名，刷新所有英國藝人在美國單曲榜的紀錄，這首單曲在美國最高名次為第3名。
1996年11月4日發行第一張專輯《Spice 火辣辣》，發行首週即空降英國專輯榜冠軍，它在榜首位置前後加總一共待了15週之久，《火辣辣》成為整個90年代英國專輯榜上冠軍週數最長的專輯。1997年5月這張專輯也順利登上美國告示牌專輯榜榜首，一共獲得5週冠軍。1997年終排名當中，辣妹合唱團拿下告示牌「年度最佳新人」，而專輯《火辣辣》也奪得告示牌的「年度最佳專輯」，可見當時辣妹合唱團在全球受歡迎的程度了。專輯Spice在全球取得巨大的商業成功,在17個國家得到冠軍,27個國家認證多白金,14國白金唱片,3國金唱片。成為1997全球暢銷專輯之一,一年內銷售1,900萬張,累積銷售已達2,300萬張,成為音樂史上女子團體銷售量最好專輯。
1996年12月16日第三張單曲〈2 Become 1〉發行,蟬連三周英國單曲榜冠軍,並成為團體第2張百萬單曲,在英國共銷售113萬張。2019年,團員Emma Bunton與羅比威廉斯合作翻唱此首歌曲收錄在個人第四張專輯《My Happy Place》。
1997年2月24日 擔任全英音樂獎開場,表演〈Wannabe / Who Do You Think You Are〉組曲,該表演成了辣妹最經典的演出之外,Geri的英國國旗緊身衣造型也成了流行史上的經典。辣妹還獲得兩個獎項-全英音樂獎最佳音樂錄影帶〈Say You'll Be There〉,全英音樂獎最佳英國單曲〈Wannabe〉。
3月3日 發行雙主打單曲〈Mama/Who Do You Think You Are〉皆順利在英國單曲榜奪冠，將辣妹合唱團的英國冠軍單曲累積至4首。

### 1997~1998第二張專輯 Spiceworld & Geri離團
1997年10月份辣妹合唱團推出全新單曲〈Spice Up Your Life〉，在全世界大受歡迎,首周在英國單曲排行榜即奪得冠軍,最終獲得白金唱片認證。同月12日&13日辣妹在土耳其伊斯坦堡舉辦首場演唱會,共聚集約4萬迷粉絲。
11月發行第二張專輯《Spiceworld 辣妹世界》登上英國專輯榜冠軍，這張專輯在全球大賣,創下了當時賣最快的紀錄,兩周內賣了7百萬張,英、美兩地分別得到4白金和雙白金的認證,最終在全球賣出1,300萬張。《辣妹世界》在美國專輯榜最高名次為第3名，離首張專輯在美國出道發行僅9個月時間,也創造兩張專輯同時在Billboard專輯榜TOP10的成績,《辣妹世界》獲得滾石雜誌三顆星的評價，是滾石雜誌給辣妹合唱團最高評價的專輯。
12月15日發行單曲〈Too Much〉,專輯同名電影Spice World也於同一天上映,單曲〈Too Much〉為團體第6張冠軍單曲,締造了團體自出道單曲開始連續6張單曲都是冠軍的紀錄,也蟬聯連續兩年的英國聖誕節單曲冠軍Christmas number-one single.。
1998年2月24日從愛爾蘭都柏林展開Spiceworld Tour巡迴演唱會,,並在9月返回家鄉英國溫布萊球場結束為期8個月共97場的巡迴演唱會(歐洲56場,北美41場)。
1998年3月單曲〈Stop〉發行,登上英國單曲排行榜亞軍,終止了蟬聯7張單曲冠軍的紀錄。這也是在Geri離團之前最後一張參與宣傳的單曲。
1998年5月28日，嗆辣妹-潔芮沒有出現在Spiceworld Tour歐洲巡演挪威場,Geri離團的消息開始傳開,三天後5月31日Geri透過律師發表離團消息,當時登上全球各大媒體頭條造成討論話題。自嗆辣妹-潔芮要離團單飛的消息傳出來之後，辣妹合唱團要隨之解散的小道消息也不脛而走。
7月辣妹合唱團推出單曲〈Viva Forever〉在英國單曲榜上蟬連2週冠軍，此時辣妹要解散的消息才不攻自破。

### 1998-2000專輯 Forever辣妹萬歲&單飛不解散
1998年8月份，高貴辣妹-維多利亞和猛辣妹-媚兒碧同時宣布已有三個月身孕。
1998年9月10日 Emma & Mel C出席了MTV歐洲音樂大獎,該樂隊獲得了兩個獎項“最佳流行音樂獎”和“最佳團體獎”
1998年12月11日，辣妹合唱團發行了首支沒有Geri歌聲的單曲〈Goodbye〉在英國單曲榜空降冠軍，成為辣妹合唱團第8首英國冠軍單曲,並創紀錄連續三年登上英國聖誕節單曲冠軍,也是自披頭四1965年之後唯一能連續3年奪得聖誕節冠軍單曲的紀錄。美國單曲榜最高成績則為第11名。〈Goodbye〉其實是在Geri離團之前就正在創作的歌,在經歷Geri離團後,團員決定重新編寫,Mel C說道"這首歌原本是描敘一段感情的結束,但現在是關於Geri真的很讓人難過";參與辣妹大部分歌曲創作的詞曲家Richard Stannard則否認這說法,並說到"這是一首繼續往前並向以往的辣妹說再見,並不是對Geri說再見,在北美巡演期間我們創作了很多歌,我想我們只是有點感傷,因為大家都開始想家也累壞了";MelB在之後的訪談則道出
"這確實是一首很感傷的歌,第一次聽到時我還哭了,這是第一次我在聽我們的歌而哭,裡面大量的弦樂聽起來很棒,第一次聽得當下我就哭了。這首歌真的是描寫了這一年發生的所有事,Geri的離開然後我們變得更堅強,各種解散的傳聞。歌名叫"Goodbye再見",但並不是真的說掰掰,因為副歌寫道'goodbye my friend, it's not the end.(再見我的朋友,但這並不是結束)',所以對那些以為我們要解散的人們,我們不會,非常確定。

1999年2月Mel B大女兒Phoenix Chi出生;一個月後Victoria大兒子Brooklyn Beckham也出生,Victoria於7月與足球金童貝克漢完婚。3月發行為艾爾頓強的概年專輯《Elton John and Tim Rice's Aida》獻聲的〈My Strongest Suit〉一曲。
8月 四位團員在休息8個月後重回錄音室製作第三張專輯工作。
12月 在英國舉辦8場《Christmas in Spiceworld Tour》聖誕演唱會,並在演唱會演唱3首當時未發表歌曲〈Right Back at Ya〉,〈Holler〉及後來從未正式發行的〈W.O.M.A.N〉。
2000年3月 在全英音樂獎表演〈Spice Up Your Life〉,〈Say You'll Be There〉,〈Goodbye〉3首歌曲,獲得"傑出音樂貢獻獎"。
2000年10月23 新專輯雙主打單曲〈Holler / Let Love Lead the Way〉發行,在英國單曲榜奪得她們第9張冠軍單曲。普遍推測〈Let Love Lead the Way〉是寫給前團員Geri。
11月6日，辣妹合唱團推出第三張專輯《Forever 辣妹萬歲》，全新的R&B風格獲得評論家冷淡的反應。和她們同時發行新專輯的還有當時事業日正當中的天團西城男孩（Westlife），他們正巧推出第二張大作《Coast To Coast 咫尺天涯》。英國專輯榜成績揭曉後，西城男孩的《咫尺天涯》空降專輯榜冠軍，辣妹的《辣妹萬歲》位居亞軍，這也是她們所發行的三張專輯中，唯一沒有得到英國榜冠軍的一張。《Forever》在美國專輯榜上的成績也僅有第39名。整體來說,《Forever》銷售僅取得了前兩張暢銷專輯的一小部分，共賣了500萬張。
11月16日 參與2000年MTV歐洲音樂大獎,並表演〈Holler〉一曲,這也是在2007年重組前最後一次的合體表演。
2000年12月,宣布無限期暫停團體活動，將專注在個人活動發展上,同時強調團體並未解散。

### 2007-2008 五人回歸巡演The Return Of The Spice Girls Tour & 精選輯Greatest Hits
2007年6月，辣妹合唱團大陣仗宣布回歸，而且是最原始5個成員團聚，這也是1998年嗆辣妹-潔芮離團單飛後，首次5人再度同台聚首。辣妹合唱團除了宣布會推出精選輯《Greatest Hits》之外，她們也要舉辦『回歸巡迴演唱會』 （The Return Of The Spice Girls Tour）。11月5日單曲〈Headlines (Friendship Never Ends)〉發行,英國單曲榜第11名,也是唯一一張未打入前3名的單曲。11月9日，第一張精選輯《Greatest Hits》發行，距離她們上一張專輯已經7年了，辣妹這張精選輯《Greatest Hits》在英國專輯榜最高成績為第2名。專輯中收錄歷年暢銷單曲，包含辣妹合唱團在五年內締造的9首英國金榜冠軍單曲（3首連續三年勇奪聖誕假期英國金榜冠軍），以及寫下流行女子樂團史上最暢銷單曲紀錄的〈Wannabe〉。另外收錄兩首新歌〈Voodoo〉以及先前推出的最新單曲〈Headlines〉。12月16日澳洲Fox8電視台率先播出辣妹合唱團紀錄片Spice Girls: Giving You Everything,英國則是在12月31日BBC電視台播出。
2007年12月2日 The Return of the Spice Girls Tour巡演開跑至2008年2月26結束,共計47場(不包括後來取消的北京,香港,雪梨,南非,阿根廷五場演唱會)。其中一月份14場倫敦O₂體育館門票全部在1分鐘售罄。

### 2010–2012: Viva Forever音樂劇 & 倫敦奧運閉幕典禮
2010年 辣妹1997在全英音樂獎的開場表演〈Wannabe / Who Do You Think You Are〉與其他14組藝人被提名"30年最佳現場表演獎", 該獎項為觀眾投票,最終辣妹獲得該獎項,Geri與MelB也出席領獎。
2010年Geri與辣妹前經紀人Simon Fuller開始構思以辣妹合唱團歌曲製作的"Viva Forever!音樂劇",辣妹成員並不會參與表演。2012年6月26日,5人再次合體為音樂劇宣傳,地點為倫敦聖潘克拉斯萬麗酒店,也是當初單曲〈Wannabe〉拍攝地點。
2012年8月 早在之前便有傳聞猜測辣妹將於倫敦奧運閉幕典禮上擔任表演嘉賓,但一直未有官方證實,直到表演當晚,5輛計程車開往舞台中央,音樂響起耳熟能詳的〈Wannabe〉前奏旋律,五台車的LED燈也各自發出代表辣妹五人色彩的經典圖案(英國國旗,粉紅色,黑色,運動條紋,豹紋),頓時掀起典禮的高潮,隨後5人登上計程車的車頂高唱〈Spice Up Your Life〉，歌聲跟著載著5名歌手的計程車在現場環繞，讓所有觀眾們的情緒又再次沸騰。當晚表演得到了評論家和觀眾的極大反響，並成為整場奧運會上在推特貼文轉發最多的文章，每分鐘推特上發布超過116,000條推文。在奧運官方youtube點擊率則為第三高的表演影片。(第一為豆豆先生的喜劇+音樂劇,第二為潔西·J+皇后樂團的合體演唱)。

### 2016與之後:第二次回歸巡演
2016年7月 Emma,Mel B,Geri以"The Spice Girls - GEM"的名義在youtube上傳一支短片慶祝出道20周年,並聲稱會有驚喜給歌迷,Mel B聲稱Victoria忙於時裝事業,Mel C專注籌備個人專輯,不會參與20周年慶祝活動,但都給3人祝賀.同年11月3人錄製的新歌於"Song for Her"於網路上流出.之後因為Geri懷孕,計畫活動取消。
2018年11月 Geri,Emma,Mel B,Mel C發表將於2019展開新巡演(Spice World – 2019 Tour),而Victoria將專注在時尚事業上不會參與巡演但給予四人祝賀,其他四人也在節目訪談表示永遠都有她的位置歡迎她隨時一起上台表演。(Spice World – 2019 Tour)自2019年5月24日開跑,共計13場,此次演唱會只在英國&愛爾蘭作巡迴,每場皆為大型體育館場地,最小的場地人數4萬人,最大的到8萬人場地。另外演唱會也帶動早前專輯的買氣,2018年發表巡演消息後當月專輯"SPICE"與精選"GREATEST HITS"皆重回英國專輯榜TOP100,精選"GREATEST HITS"更是在11月10日在英國iTunes排行榜則奪得冠軍。2019年6月6日精選"GREATEST HITS"再度重回英國專輯榜第24名,英國iTunes排行榜則在5月28日重回第三名。
2019年4月 辣妹官方youtube把過去13首音樂錄影帶重製4K版本,每周上傳兩首。也不定期上傳過去演唱會DVD表演歌曲HD版本。

### Girl Power經典不敗
辣妹合唱團和其它一些已經解散的團體不同的是，大部分解散後的團體成員們，多少都會有人選擇離開演藝圈，也就是消失在螢光幕前，但辣妹合唱團的所有成員們對自己的演藝之路相當有規劃，5位都繼續留在演藝圈，雖然彼此命運各不相同，但旺盛的企圖心是非常明確的。
- 最早離團的嗆辣妹-潔芮發行過三張個人專輯，擁有8首英國TOP 10單曲，其中有4首是冠軍單曲。
- 寶貝辣妹-艾瑪發行過4張個人專輯，有6首英國TOP 10單曲，其中包含1首冠軍單曲。
- 猛辣妹-媚兒碧發行過兩張個人專輯，擁有3首英國TOP 10單曲，其中1999年9月份〈I Want You Back〉曾獲得英國單曲榜冠軍，當時辣妹合唱團還未解散，她也是5個成員之中最早獲得個人冠軍單曲的。
- 運動辣妹-媚兒喜發行過最多張個人專輯，一共有7張，有8首英國TOP 10單曲，其中包含2首冠軍單曲。
- 而維多莉亞·貝克漢只發行過一張個人專輯，以及4首英國TOP 10單曲，她是5人之中唯一沒有獲得個人冠軍單曲的成員，但是她的身價卻是5人之中最高的，新聞曝光率也是其它4人所望塵莫及的，2014年剛好是她跟大衛·貝克漢（David Beckham）結婚第15週年。

辣妹合唱團已普遍被媒體認定為象徵Girl Power（女力）的開山始祖，江山代有才人出，雖然她們叱吒風雲的歲月已經過去了，但她們曾經締造的輝煌成就足以躋身為1990年代代表性藝人。不僅在英國的流行音樂史上，乃甚至全在世界的流行音樂史上，辣妹合唱團儼然已成為了經典的時代標記。

## 音樂作品

### 專輯
| 名稱       | 日期       | 英國專輯榜最高名次 | 英國專輯榜冠軍週數 | 銷量                                                              |
| ---------- | ---------- | ------------------ | ------------------ | ----------------------------------------------------------------- |
| SPICE      | 1996.11.04 | 1                  | 15 (8周連續冠軍)   | - WW: 23,000,000 - UK: 2,960,000 - US: 7,500,000 - FRA: 1,074,800 |
| SPICEWORLD | 1997.11.03 | 1                  | 3 (2周連續冠軍)    | - WW: 13,000,000 - UK: 1,575,941 - US: 4,100,000 - FRA: 629,500   |
| Forever    | 2000.11.06 | 2                  | 0                  | - WW: 4,000,000 - UK: 300,000 - US: 207,000                       |

### 精選
| 名稱          | 日期       | 英國專輯榜最高名次 | 英國專輯榜冠軍週數 | 銷量                  |
| ------------- | ---------- | ------------------ | ------------------ | --------------------- |
| Greatest Hits | 2007.11.07 | 2                  | 0                  | 英國59萬張,美國70萬張 |

### 單曲
| 名稱                              | 日期       | 英國單曲 榜最高名次 | 英國單曲榜冠軍週數 | 專輯          |
| --------------------------------- | ---------- | ------------------- | ------------------ | ------------- |
| Wannabe                           | 1996.06.26 | 1                   | 7周連續冠軍        | SPICE         |
| Say You'll Be There               | 1996.10.14 | 1                   | 2周連續冠軍        | SPICE         |
| 2 Become 1                        | 1996.12.16 | 1                   | 3周連續冠軍        | SPICE         |
| Mama/Who Do You Think You Are     | 1997.03.03 | 1                   | 3周連續冠軍        | SPICE         |
| Spice Up Your Life                | 1997.10.13 | 1                   | 1                  | SPICEWORLD    |
| Too Much                          | 1997.12.15 | 1                   | 2周連續冠軍        | SPICEWORLD    |
| Stop                              | 1998.03.09 | 2                   |                    | SPICEWORLD    |
| Viva Forever                      | 1998.07.20 | 1                   | 2周連續冠軍        | SPICEWORLD    |
| Goodbye                           | 1998.12.11 | 1                   | 1                  | Forever       |
| Holler/Let Love Lead the Way      | 2000.10.23 | 1                   | 1                  | Forever       |
| Headlines (Friendship Never Ends) | 2007.11.05 | 11                  |                    | Greatest Hits |

### 影音作品
| 名稱                                 | 發售日期   | 發售格式 | 音樂唱片銷售認證                   |
| ------------------------------------ | ---------- | -------- | ---------------------------------- |
| One Hour of Girl Power               | 1997.04.14 | VHS      | CAN: 8白金 FRA: 3白金 UK: 13白金   |
| Girl Power! Live in Istanbul         | 1997.12    | VHS, DVD | US: 白金 FRA: 鑽石唱片 UK: 5× 白金 |
| Live at Wembley Stadium              | 1998.11.16 | VHS, DVD | US: 白金 UK: 白金                  |
| Spice Girls in America: A Tour Story | 1999.06.17 | VHS      |                                    |
| Forever More                         | 2000.11.13 | VHS, DVD |                                    |

### 演唱會
- Girl Power! Live in Istanbul (1997)
- Spiceworld Tour (1998)
- Christmas in Spiceworld Tour (1999)
- The Return of the Spice Girls Tour (2007–08)
- Spice World – 2019 Tour (2019)